# Adolf Hoffmeister
Adolf Hoffmeister (Prága, 1902. augusztus 15. – Říčky, 1973. július 24.) cseh író, költő, díszlettervező.

## Élete
Jogot tanult, majd Prágában ügyvédi gyakorlatot folytatott. A baloldali cseh avantgárd egyik legszínesebb egyénisége. Tizenhat évesen csatlakozott a Devětsilhez, majd avantgardista színházakkal, különböző irodalmi és képzőművészeti lapokkal állt kapcsolatban.
1939-ben kalandos körülmények között az USA-ba emigrált. Viszontagságait az eredetileg angol, majd cseh nyelven kiadott riportgyűjteményében írta le. Amerikában szerkesztőként és csehszlovák rádióadások irányítójaként működött. 1945-ben visszatért Csehszlovákiába. A háború után az UNESCO-ban, a PEN Clubban és más nemzetközi szervezetekben képviselte hazáját. 1948-ig a Tájékoztatásügyi Minisztérium főosztályvezetője, majd 1951-ig Csehszlovákia párizsi nagykövete. Ezt követően nyugalomba vonulásáig az Iparművészeti Főiskola tanára volt. Szinte az egész világot beutazta.
1962-ben érdemes művész címmel tüntették ki.

## Munkássága
Írói és festői munkássága a húszas évek végéig a dadaizmus erős hatása alatt állt. Íróként később a tényirodalom híve lett. Műveit vidám kötetlenség, derűs játékosság, néha éles gúny, gyakran szertelenség jellemezte. Nagy sikert aratott karikatúráival is, ám élete végén csak riportokat, útirajzokat írt.

## Művei
- Abeceda lásky. 1926 (’A szerelem ábécéje’) költemények
- Nevěsta. 1927 (’A menyasszony’) (dráma)
- The animals are in Cage. 1941 (Turistou proti své vůli. 1946) (irodalmi riportgyűjtemény)
- Made in Japan. 1958 (útirajzok)
- Poesie a karikatura. 1961 (’Költészet és karikatúra’) (vázlatok, tanulmányok)
- Mrakodrapy v pralese. 1963 (’Felhőkarcolók az őserdőben’) (útirajzok)

### Magyarul
- Repülővel napkeletnek; szöveg, rajz Adolf Hoffmeister, ford. Rácz Olivér; Szlovák Szépirodalmi–Táncsics, Bratislava–Bp., 1961